# Hole-in-one
Hole-in-one kan oversættes direkte til dansk. Udtrykket står nemlig for, at en golfspiller med ét slag slår bolden fra teestedet direkte i hullet. 
Hole-in-one forekommer selv blandt professionelle temmelig sjældent, og i store turneringer er der sommetider en speciel gevinst (for eksempel en bil) til en spiller, der får hole-in-one.